# Lodovico Sergardi
Lodovico Sergardi (Siena, 27 marzo 1660 – Spoleto, 7 novembre 1726) è stato un poeta italiano, famoso con lo pseudonimo di Quinto Settano.

## Biografia

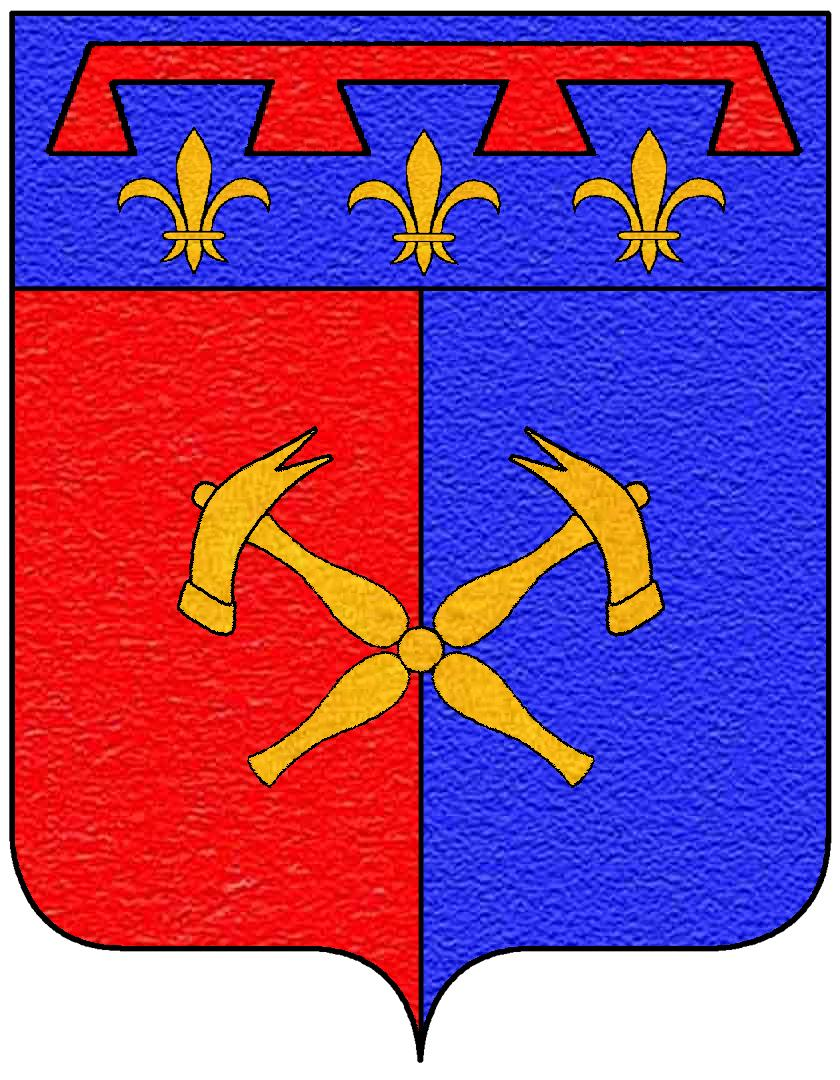
Stemma Sergardi

Di famiglia patrizia senese, visse a Roma, dove fu uditore del cardinale Pietro Ottoboni, letterato, bibliofilo e poeta. Furono famose le quattordici satire (1694) in latino che Lodovico  Sergardi compose contro la società romana del tempo, contro la Curia pontificia e in particolare contro Gian Vincenzo Gravina - uno dei fondatori e noto come il "legislatore" dell'Arcadia - che nelle satire è riconoscibile nella figura di Filodemo. Nello stile, Sergardi si ispirò ad Orazio e a Giovenale.
Importante la sua opera La conversazione delle dame di Roma, che aveva per oggetto un dialogo tra le statue parlanti Pasquino e Marforio, al fine di smascherare le ipocrisie del clero e dell'aristocrazia pontificia.
Molti critici vi hanno ravvisato, forse esagerando, una sorta di preannuncio del Giorno di Giuseppe Parini. 
Morì a Spoleto e, celebrati solenni funerali, venne sepolto nel Duomo; vi rimase per centoquarantadue anni, fin quando i discendenti, che avevano costruito un nuovo sepolcro di famiglia nella città d'origine, il 30 luglio 1869 con grande solennità ne riportarono a Siena le spoglie. A loro spese nella cattedrale fu posta una iscrizione latina a ricordare il luogo in cui riposarono le ossa del poeta.